# Canso (chanson)
Pour les articles homonymes, voir Canso.

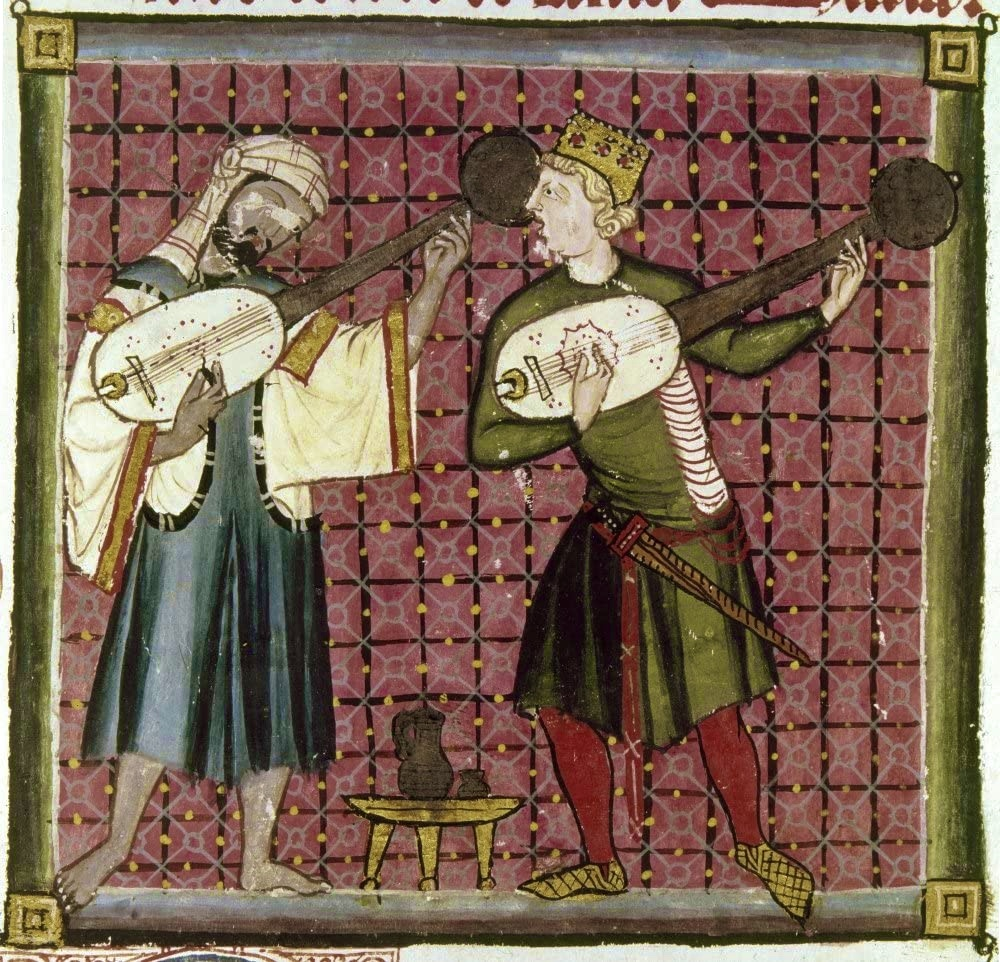
Musiciens déclamant une canso

La canso ou canson (chanson à strophes) est une poésie lyrique musicale occitane du XIIe siècle.

## Structure
Une canso comporte 35 à 70 vers de longueur variable (bien que souvent de 8 syllabes) répartis en couplets (coblas) de 6 à 10 vers. Le nombre de strophes est généralement de 5 ou de 7.  
Le poème est souvent terminé par un envoi (tornada), sorte d'adresse à l'attention d'un destinataire, qui répète les rimes et la mélodie de la fin de la dernière strophe.
Il existe divers schémas rythmiques :
- Coblas unisonans : les rimes sont identiques de strophe en strophe tout au long de la canso ;
- Coblas doblas : les rimes changent toutes les deux strophes ;
- Coblas singulars : les rimes changent toutes les strophes ;
- Coblas capfinidas : le mot, la syllabe qui termine un vers devient le commencement du suivant ;
- Coblas capcaudadas : reprise de la rime du dernier vers de chaque strophe comme rime du premier vers de la strophe suivante[1],[2].
- Coblas dissoludas ou couplets disjoints où les rimes se reproduisent strophe à strophe entre deux couplets successifs (1er couplet : abcdefgh, 2e couplet : abcdefgh)

À l'intérieur des strophes, l'utilisation des rimes est complexe et variée, traduisant une recherche de subtilité plus que de fluidité ; par exemple : la rime dite estramp, se répondant à la même place de strophe à strophe, etc.

## Historique
La canso apparaît dès le XIIe siècle, d'abord composée et chantée par les troubadours devant la cour, plus tard récitée par des musiciens itinérants. Elle est reprise au XIIIe siècle par les trouvères qui lui préfèrent cependant des formes plus simples et moins « nobles » de poésie lyrique courtoise.
La canso traite généralement du thème de la fin'amor (amor étant un substantif féminin en ancien occitan).
On trouve de nombreuses cansos chez les troubadours du sud de la France, tel que Bernard de Ventadour.